# Helonoma americana
Helonoma americana là một loài thực vật có hoa trong họ Lan. Loài này được (C.Schweinf. & Garay) Garay mô tả khoa học đầu tiên năm 1980.